# Villåttinge landsfiskalsdistrikt
Villåttinge landsfiskalsdistrikt var 1918–1964 ett landsfiskalsdistrikt i Södermanlands län, bildat när Sveriges indelning i landsfiskalsdistrikt trädde i kraft den 1 januari 1918, enligt beslut den 7 september 1917. Den 1 januari 1965 avskaffades i Sverige samtliga landsfiskaler och landsfiskalsdistrikt, och deras arbetsuppgifter delades upp på de nyskapade indelningarna polisdistrikt, åklagardistrikt och kronofogdedistrikt.
Landsfiskalsdistriktet låg under länsstyrelsen i Södermanlands län.

## Ingående områden
1 januari 1949 ombildades Flens landskommun till Flens stad. När Sveriges nya indelning i landsfiskalsdistrikt trädde i kraft den 1 januari 1952 (enligt kungörelsen 1 juni 1951) ändrades distriktets omfattning.

### Från 1918
Villåttinge härad:
- Dunkers landskommun
- Flens landskommun
- Forssa landskommun
- Helgesta landskommun
- Hyltinge landskommun
- Lilla Malma landskommun
- Malmköpings köping
- Mellösa landskommun
- Årdala landskommun

### Från 1949
- Flens stad

Villåttinge härad:
- Dunkers landskommun
- Forssa landskommun
- Helgesta landskommun
- Hyltinge landskommun
- Lilla Malma landskommun
- Malmköpings köping
- Mellösa landskommun
- Årdala landskommun

### Från 1 januari 1952
- Flens stad
- Malmköpings köping
- Mellösa landskommun
- Sparreholms landskommun